# Électronvolt
« MeV » et « meV » redirigent ici. Pour le sigle, voir MEV.
 (décembre 2024).
Si vous disposez d'ouvrages ou d'articles de référence ou si vous connaissez des sites web de qualité traitant du thème abordé ici, merci de compléter l'article en donnant les références utiles à sa vérifiabilité et en les liant à la section « Notes et références ».
En physique et en chimie, l'électronvolt ou électron-volt (au pluriel électronvolts ou électrons-volts), de symbole eV, est une unité d'énergie et par ellipse, dans certaines branches de la physique, d'autres grandeurs physiques comme la masse et la température.

## Définition et usages
La valeur de l’électronvolt est définie comme étant l'énergie cinétique acquise par un électron accéléré depuis le repos par une différence de potentiel d'un volt : 1 eV = (1 e) × (1 V), où e désigne la valeur absolue de la charge électrique de l'électron (ou charge élémentaire). Un électronvolt est égal à :
1 eV = 1,602 176 634 × 10−19 J.
C'est une unité hors Système international d'unités (SI), mais son usage est accepté avec lui. Sa valeur est obtenue expérimentalement.
{\displaystyle 1\;\mathrm {eV} ={\sqrt {\frac {2h\alpha }{\mu _{0}c}}}\;\mathrm {J/C} }
où :
h = 6,626 070 15 × 10−34 J s est la constante de Planck ;
α = 7,297 352 566 4(17) × 10−3 (sans dimension) est la constante de structure fine ;
μ0 = 4π × 10−7 H/m est la perméabilité magnétique du vide ;
c = 2,997 924 58 × 108 m/s est la vitesse de la lumière dans le vide ;
J est le symbole du joule ;
C est le symbole du coulomb.
On utilise l'électronvolt notamment en physique des particules pour exprimer les niveaux d'énergie rencontrés dans les accélérateurs de particules et la fusion thermonucléaire, en physique des semi-conducteurs pour exprimer le gap de ceux-ci ou en physique des plasmas :
Sous-multiple et multiples usuels :
- 1 meV = 10−3 eV = 1,602 177 × 10−22 J
- 1 keV = 103 eV = 1,602 177 × 10−16 J
- 1 MeV = 106 eV = 1,602 177 × 10−13 J
- 1 GeV = 109 eV = 1,602 177 × 10−10 J
- 1 TeV = 1012 eV = 1,602 177 × 10−7 J

Autres multiples :
- 1 PeV = 1015 eV = 1,602 177 × 10−4 J
- 1 EeV = 1018 eV = 0,160 217 7 J
- 1 ZeV = 1021 eV = 160,217 7 J
- 1 YeV = 1024 eV = 1,602 177 × 105 J = 0,044 504 9 kWh
- 1 ReV = 1027 eV = 1,602 177 × 108 J = 44,504 9 kWh
- 1 QeV = 1030 eV = 1,602 177 × 1011 J = 44 504,9 kWh

Dans certains documents relativement anciens, on peut voir la notation « BeV », pour billion electronvolt (« milliard d'électronvolts ») : le BeV équivaut au GeV (gigaélectronvolt).
En chimie, certaines mesures d'énergie spécifiques, en particulier le potentiel électrochimique, le potentiel d'extraction des éléments, l'énergie d'ionisation des atomes gazeux ou autres molécules en atomistique, l'énergie thermique des molécules, sont assez souvent exprimées en eV.
1 eV = 96,485 kJ/mol ou 23,06 kcal/mol

## Substitution d'autres unités par l'électronvolt

### Unité de masse
De la relation d'Einstein {\displaystyle E=m\,c^{2}}, on déduit :
{\displaystyle {\frac {1\;\mathrm {eV} }{c^{2}}}={\rm {{\frac {1{,}602\,176\,634\times 10^{-19}\;J}{(299\,792\,458\;m/s)^{2}}}=1{,}783\times 10^{-36}\;J\;s^{2}\;m^{-2}=1{,}783\times 10^{-36}\;kg}}}
Par exemple, la masse de l'électron est de 511 keV/c2, celle du proton de 938 MeV/c2 et celle du neutron est de 940 MeV/c2.
Dans le système d'unités naturelles souvent utilisé par les physiciens des particules, dans lequel on pose c = 1, on omet d'écrire le « /c2 ».

### Unité de quantité de mouvement
Suivant le raisonnement précédent, on peut également utiliser l'électronvolt comme unité de quantité de mouvement, en eV/c. Là encore, le système d'unités naturelles permet d'écrire directement cette quantité de mouvement en eV, soit en général en GeV ou en TeV.

### Unité de température
Dans certains domaines, comme la physique des plasmas, il peut être pratique d'utiliser l'électronvolt comme unité de température. Pour effectuer la conversion, on utilise la constante de Boltzmann kB.
{\displaystyle {\frac {1\;\mathrm {eV} }{k_{\mathrm {B} }}}={\rm {{\frac {1{,}602\,176\,634\times 10^{-19}\;J}{1{,}380\,649\times 10^{-23}\;J/K}}=11\,605\;K}}}
Par exemple, une température typique de plasma dans une fusion par confinement magnétique est de 15 keV, soit 174 MK (mégakelvins). La température ambiante (~20 °C) correspond à 1/40 d'électronvolt (0,025 eV).

### Unité de temps
- Si vous ne connaissez pas le sujet, laissez ce bandeau (vous pouvez alors contacter les auteurs).
- Si vous supprimez le contenu mis en cause (vous pouvez préalablement contacter les auteurs),

argumentez précisément cette suppression dans la page de discussion
(un manque de référence n'est pas un argument ; une recherche réelle de référence doit avoir été effectuée, être formellement documentée).
Il arrive également que l'on mesure une durée très brève en électronvolts. En effet, d'après la relation de Heisenberg, {\displaystyle \Delta E\cdot \Delta t\ {\geq }\ {\frac {\hbar }{2}}}, on peut faire correspondre un temps à une énergie, et lorsque cette durée est très petite (inférieure à l'attoseconde, soit 10−18 s), la mesure est moins significative aux yeux de l'observateur exprimée en secondes qu'en eV. La conversion s'effectue par :
{\displaystyle {\frac {\hbar }{2}}{\rm {{\frac {1}{eV}}={\frac {1{,}054\,571\,818\times 10^{-34}\;J\;s}{2\times 1{,}602\,176\,634\times 10^{-19}\;J}}=3{,}291\,059\,784\times 10^{-16}\;s}}}
On rencontre de telles durées notamment dans les demi-vies de noyaux exotiques. Par exemple, la demi-vie du 8C est de 230 keV, soit 1,43 × 10−21 s.
Par souci de commodité, il est fréquent d'omettre le facteur 2 dans les calculs impliquant plusieurs unités. Ainsi, la conversion devient ħ/eV = 6,582 119 × 10−16 s

### Unité de longueur
- Si vous ne connaissez pas le sujet, laissez ce bandeau (vous pouvez alors contacter les auteurs).
- Si vous supprimez le contenu mis en cause (vous pouvez préalablement contacter les auteurs),

argumentez précisément cette suppression dans la page de discussion
(un manque de référence n'est pas un argument ; une recherche réelle de référence doit avoir été effectuée, être formellement documentée).
Il arrive également que l'on mesure l'énergie des photons en électronvolts.
{\displaystyle E={\frac {hc}{\lambda }}} soit : {\displaystyle \lambda ={\frac {hc}{E}}}
or h la constante de Planck vaut :
{\displaystyle h={\rm {6{,}626\,070\,15\times 10^{-34}\;J\;s=4{,}135\,667\,697\times 10^{-15}\;eV\;s}}}
et c la vitesse de la lumière est de 299 792 458 m s−1.
Donc un photon de 1 eV aura une longueur d'onde de 1,239 841 875 µm. En pratique, on calcule une longueur d'onde de 1,24 nm pour un photon d'1 keV.
Dans les calculs impliquant plusieurs unités, il est préférable d'utiliser ħ plutôt que h. La formule pour calculer la vitesse de la lumière reste une distance divisée par un temps (donc, sans ajustement par un facteur 2 π).